# VOLAC
«VOLAC» — російський музичний хаус-дует, заснований в 2013 році в Іркутську, діджеєм Олександром Гороховим та музикантом Стасом Москалєєвим.
Дует є найпопулярнішим електронним проектом в Росії, резиденти музичного хаус-лейблу— «Night Bass». Учасники найбільших електронних фестивалів: «EDC Las Vega», «Holy Ship», «Hard Fest», «Alfa Future People».

## Історія

### Історія створення
Олександр і Стас познайомилися ще в ранньому дитинстві, в рідному місті Іркутську. Алесандр протягом кількох років навчався у музичній школі, але він не мав жодного інтересу до музичної творчості. Стас виріс у творчій сім'ї, мама — була музичним викладачем.
Через кілька років, у Олександра і Стаса з'явився інтерес до електронної музики, у віці 15 років, вони почали вивчати музичний секвенсор — FL Studio. Тоді почали намагатися писати пісні в електронному жанрі.
Олександр створив Діп-хаус, а Стал намагався створити фестивальний EDM.
Після закінчення середньої школи Олександр вирушив навчатися на інженера-будівельника, а Стас поїхав навчатися на економіста-перекладача в Китай. Олександр і Стас не кинули створювати спільні проекти, на відстані вони продовжували робити пісні.
Стас навчаючись у Китаї, паралельно працював діджеєм у місцевому клубі.
У 2013 році був утворений музичний хаус-дует, назва була придумана спонтанно, через англійське слово — vocal (рос. Вокал). В ті роки на піку популярності були жанри: Джи-хаус, який зацікавив Стаса та Олександра, вони почали поступово створювати композиції у цьому жанрі.

### Перший успіх
Першим їх успішним релізом став — SnapBack, який був помічений Amine Edge. Незабаром вони підписалися на музичний лейбл — CUFF. Пісня стала популярною в Бразилії, на той час, дует записав ще один сингл — «Drug Dealer».

### Переїзд та випуск EP
У 2014 році дует випустив перший EP, на музичному лейблі — «Bunny Tiger». У тому ж році, вони познайомилися з менеджером і поїхали до Бразилії, де була їхня основна аудиторія. Потім переїхали назад до Росії, де почали розвивати свою творчість, у 2015 році дует переїхав до Санкт-Петербурга, але потім вони остаточно переїхали до Москви.
Дует став одним із головних представників музичного жанру — «Джи-хаус», незабаром вони почали співпрацювати з Бразильськими музичними лейблами.
У 2016 році дует запустив власну серсію підкатстів — «Volacast», гостями яких були різні представники шоу-бізнесу. Потім вони на концерті познайомилися з власником музичного лейблу — «Night Bass Records».
У середині 2016 року, дует випустив EP — «Grow Up», на музичному лейблі, продовжуючи творчу діяльність, дует познайомився «Destucto», який є засновником електронного фестивалю в Лос-Анджелесі— «Hard Summer» та «Holy Ship».

## Учасники
- Олександр Горохов — діджей
- Стас Москальов — музикант, музичний продюсер

## Концертний тур
- «EDC Las Vega»
- «Holy Ship»
- «Hard Fest»
- «Alfa Future People»

## Дискографія

### EP
| Назва            | Інформація                                                              |
| ---------------- | ----------------------------------------------------------------------- |
| «The Young Soul» | - Реліз: 13 травня 2014 - Лейбл: G-Mafia Recrods - Цифрова дистрибуція  |
| «Wonder Why»     | - Реліз: 19 травня 2014 - Лейбл: CUFF - Цифрова дистрибуція             |
| «Baby»           | - Реліз: 26 травня 2014 - Лейбл: Dear Deer - Цифрова дистрибуція        |
| «One, Two Step»  | - Реліз: 31 липня 2015 - Лейбл: No Deinition - Цифрова дистрибуція      |
| «Drop Girl»      | - Реліз: 3 серпня 2015 - Лейбл: Mix Feed - Цифрова дистрибуція          |
| «I'm Gangsta»    | - Реліз: 25 січня 2016 - Лейбл: Mix Feed - Цифрова дистрибуція          |
| «Grow Up»        | - Реліз: 8 липня 2016 - Лейбл: Night Bass Records - Цифрова дистрибуція |

### Ремікси
- 2015 — «See Your Face (Matin Remix)»
- 2016 — «Haute Couture Remixes»
- 2017 — «No Love (Remixes)»[57]
- 2019 — «Like Dis (feat. Gustavo Mota)»[58]
- 2020 — «Feel the Beat / Super Cute Remixes»[59]
- 2021 — «Naughty Water Remixes»

### Сингли
- 2014 — «Real N***a»
- 2015 — «See Your Face»[60]
- 2015 — «Girls Like Dick»
- 2015 — «Holla»[61]
- 2015 — «Sexy Lady Show»
- 2015 — Hold Me Down (feat. Vanilla Ace)"
- 2015 — «Never Let Up»[62]
- 2015 — «Haute Couture»
- 2015 — «Gotta Loop»
- 2016 — «Underground»
- 2016 — Boo Boo (feat. Bruno Furlan"
- 2016 — «Drugz & Music»
- 2016 — «UZI»[63]
- 2016 — «Do Ya Thing»
- 2017 — «Noize (feat. Deniz Kabu)»
- 2017 — «No Love»
- 2017 — «What U Want»
- 2018 — «Russian Style»
- 2018 — «Nimble Like Jack (feat. Stace Cadet)»[64]
- 2018 — «Like Dis (Radio Edit)»
- 2018 — «Bass Zone (with Dread MC)»
- 2018 — «Funky»
- 2019 — «Porsche»
- 2019 — «Feel It»
- 2019 — «Filthy (feat. Dread MC)»
- 2019 — «In A Club»
- 2019 — «We Are Siberia»
- 2019 — «Feel the Beat / Super Cute»
- 2020 — «Baby Boy»
- 2020 — «Muchacho»
- 2020 — «Everyone»
- 2021 — «Candy Shop»
- 2021 — «Lose Control (feat. Purple Velvet Curtains)»
- 2021 — «Naughty Water»
- 2021 — «Work It»
- 2022 — «Don't Be Afraid»
- 2022 — Blow My Mind (feat. Miranda Myles)"
- 2022 — «To the Beat»
- 2022 — «Uh la La»
- 2022 — «Freak With Us»

### Компіляції
- 2021 — «Volac at Seismic Dance Event 4.0 (DJ Mix)»[65]

## Лейбли
- «Bunny Tiger»
- «CUFF»
- «Insomniac»
- «Night Bass Records»
- «G-MAFIA Records»
- «Mix Feed»
- «Sleazy G»
- «All My Friends»
- «No Deinition»